# Abtei Sankt Sixtus

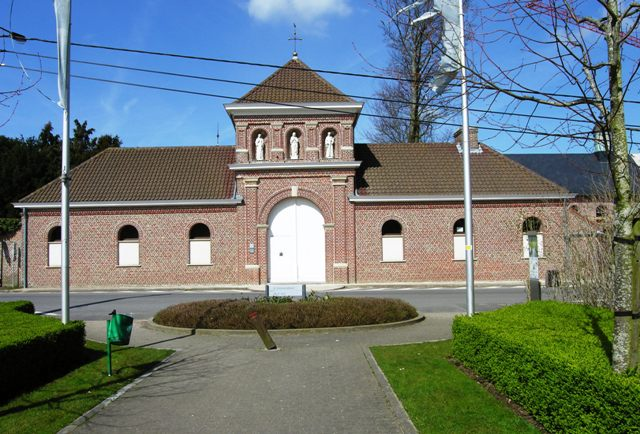
Trappistenabtei Saint Sixte Westvleteren

Die Abtei Sankt Sixtus (lateinisch: Abbatia B. M. de Sancto Sixto; niederländisch: Sint-Sixtusabdij; französisch: Abbaye Saint Sixte) ist ein Trappistenkloster in Vleteren, Provinz Westflandern, Belgien.

## Geschichte
Nachdem von 1260 bis 1355 bereits Benediktinerinnen und von 1615 bis 1784 Nonnen des Erlöserordens am Ort waren, gründeten 1831 Trappisten des nahegelegenen französischen Klosters Mont des Cats unter Prior François-Marie Van Langendonck jenseits der Grenze das belgische Priorat Sankt Sixtus, das 1871 in den Rang einer Abtei (Sint-Sixtusabdij) erhoben wurde. Seit 1839 (Brauerei ausgebaut 1875 bis 1878) verbindet sich mit der Abtei ein von den Mönchen unter dem Namen Westvleteren hergestelltes Trappistenbier (2005 Preis als „Bestes Bier der Welt“).

### Gründungen
Von der Abtei Sankt Sixtus gingen folgende Gründungen aus:
- Abtei Scourmont (1850)
- Kloster Petit Clairvaux, Tracadie, Nova Scotia (1858)

### Prioren und Äbte

#### Prioren
- Franciscus-Maria Van Langendonck (1831–1836)
- Dositheus Kempeneers (1836–1847)
- Franciscus Decroix (1847–1850)
- Jacobus Deportemont (1850–1856)
- Dositheus Kempeneers (1856–1871)

#### Äbte
- Benedictus Wuyts (1871–1872, Abt der Abtei Westmalle bis 1896)
- Albericus Verhelle (1872–1910)
- Bonaventura De Groote (1910–1941)
- Gerardus Deleye (1941–1968)
- Herman-Joseph Seynaeve (1968–1978)
- Remi Heyse (1978–1996)
- Manu Van Hecke (1996–)